# Manuela Soto
 (janvier 2019).
Pour les articles homonymes, voir Soto.
Manuela Soto est une artiste suissesse tatoueuse née en février 1991,. Elle crée des tatouages féministes,,,.

## Biographie
Manuela Soto est née en février 1991 d'une mère suissesse et d'un père uruguayen alors réfugié politique en Suisse. En 2010, elle commence à faire ses premiers tatouages. Elle collabore en 2017 avec Maxime Buchi au sein du studio de tatouage Sang Bleu. En 2018, elle co-fonde Sang-Bleu LA, une nouvelle branche du studio de tatouage Sang-Bleu, à Los Angeles où elle réside. En juillet 2018, elle a exposé ses œuvres papiers et tissus lors de l'exposition Meant to Be  à la galerie Lubov à New-York.